# Virtualisering
Inden for databehandling er virtualisering (nogle gange forkortet v12n, et numeronym) handlingen med at skabe en virtuel (i stedet for faktisk) version af noget på samme abstraktionsniveau, herunder virtuelle computerhardwareplatforme, datalagerenheder og datanetsressourcer.
Virtualisering begyndte i 1960'erne, som en metode til logisk at opdele systemresurserne fra mainframe-computere mellem forskellige applikationer. Et tidligt og vellykket eksempel er IBM CP/CMS. Styreprogrammet CP forsynede hver bruger med en simuleret stand-alone System/360 computer. Siden da er betydningen af begrebet blevet udvidet.

## Eksternal henvisninger
- An Introduction to Virtualization Arkiveret 22. oktober 2020 hos  Wayback Machine, January 2004, by Amit Singh